# Boulevard Nguyen Hue
La boulevard Nguyễn Huệ  (en vietnamien : Đường Nguyễn Huệ) est une rue du 1er arrondissement de Hô Chi Minh-Ville au Viêt Nam,.

## Présentation

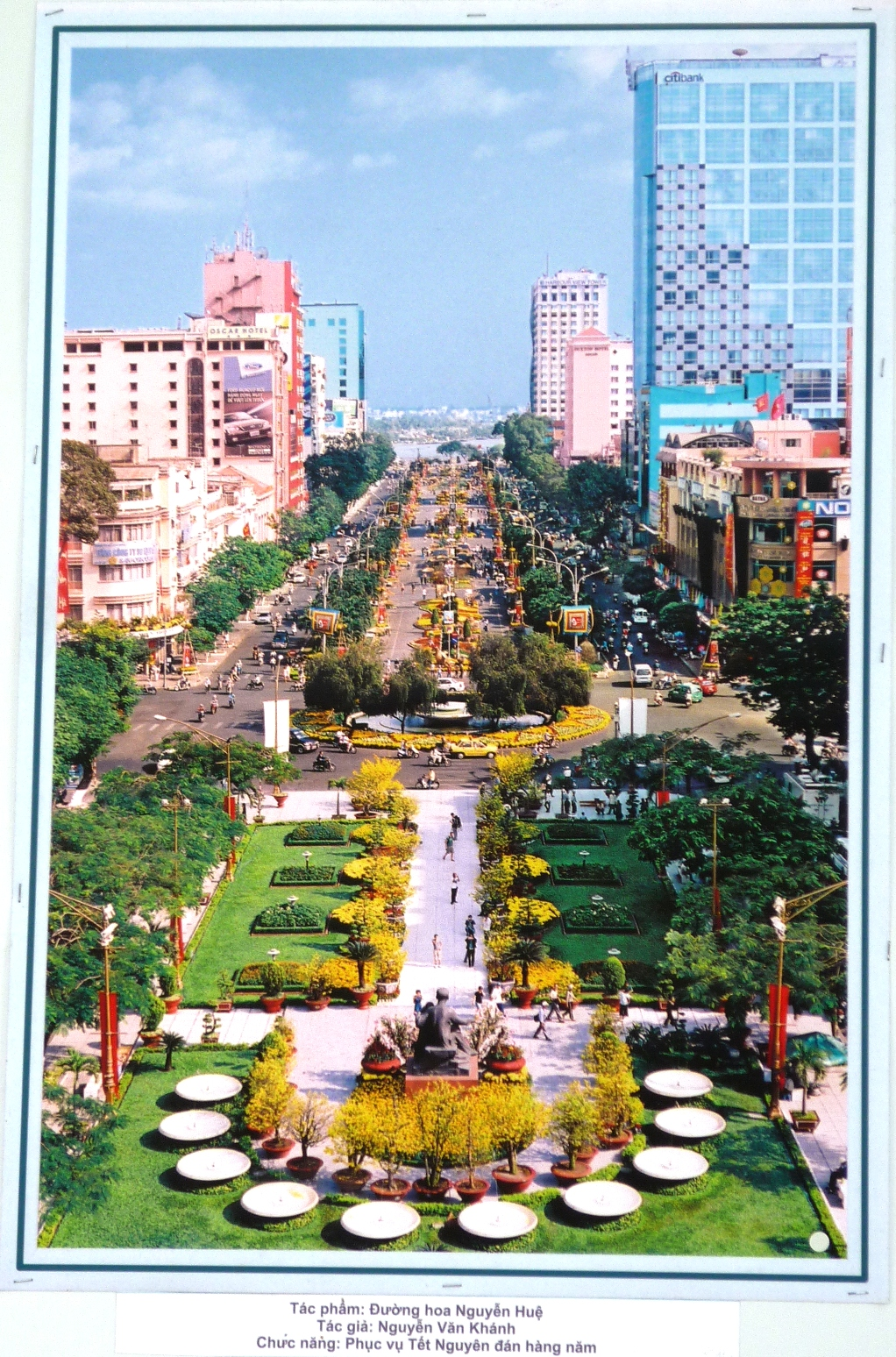
La rue des fleurs Nguyen Hue durant le Têt de l'année du coq, 2005.

La rue va de l'hôtel de ville de Hô Chi Minh-Ville à la rive de la rivière de Saïgon. Elle est parallèle de sa voisine la rue Rue Đồng Khởi.
Jusqu'à la fin du XXe siècle , cette rue était le principal marché aux fleurs printanier des habitants de la ville pour la fête du Têt. 
Cette rue était alors connue sous le nom de Marché des fleurs Nguyen Hue. 
Après les vacances du Têt de l'année 2004 , la rue du marché des fleurs Nguyen Hue s'est transformée. 
Les scènes d'achat, de vente, de marchandage ont disparu, la rue des fleurs est soigneusement fleurie pour le plaisir des touristes du printemps. 
Et à partir de cette année, à l'occasion du Têt, la boulevard Nguyen Hue porte le nom de rue des fleurs Nguyen Hue.

## Histoire
La rue était à l'origine un canal qui amenait l'eau de la rivière de Saïgon à la citadelle de Saïgon construite en 1790.
Au début, le canal s'appelait Kinh Lon (ce qui signifie "grand canal") car c'était un canal important pour que les bateaux puissent aller directement en ville. 
En raison de la circulation intense des marchandises, Kinh Lon s'est progressivement pollué, obligeant les colons français à combler ce canal, et en 1887, avec ses chemins de halage il deviendra un grand boulevard nommé boulevard Charner. 
Cependant, les Saïgonais de cette époque l'appelaient souvent du nom populaire de rue Kinh Lap (ce qui signifie « le canal rempli de terre »). 
En 1956, le gouvernement de la république du Viêt Nam a rebaptisé cette voie en boulevard Nguyen Hue qui reste son nom jusqu'à nos jours.

## Galerie

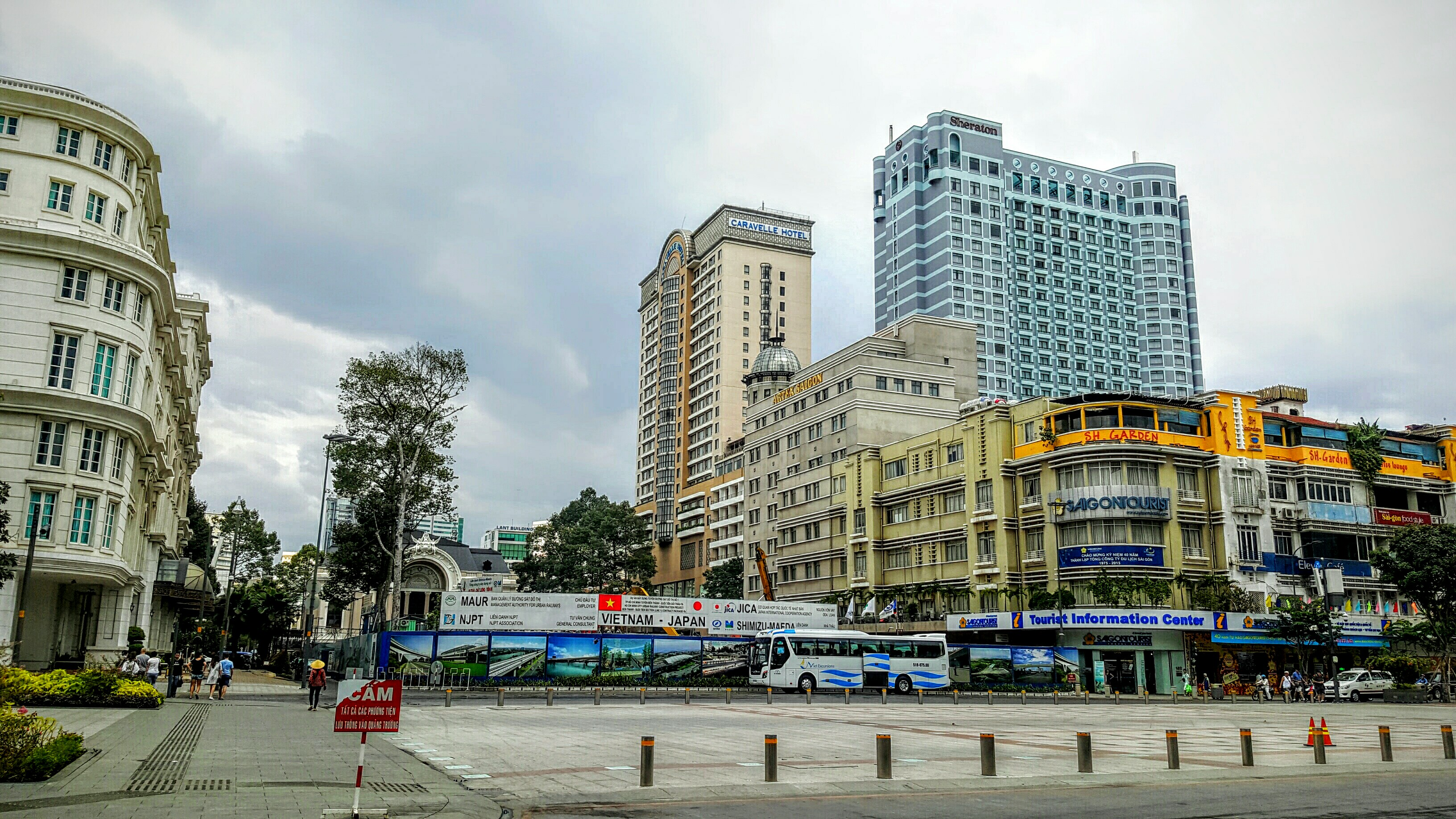
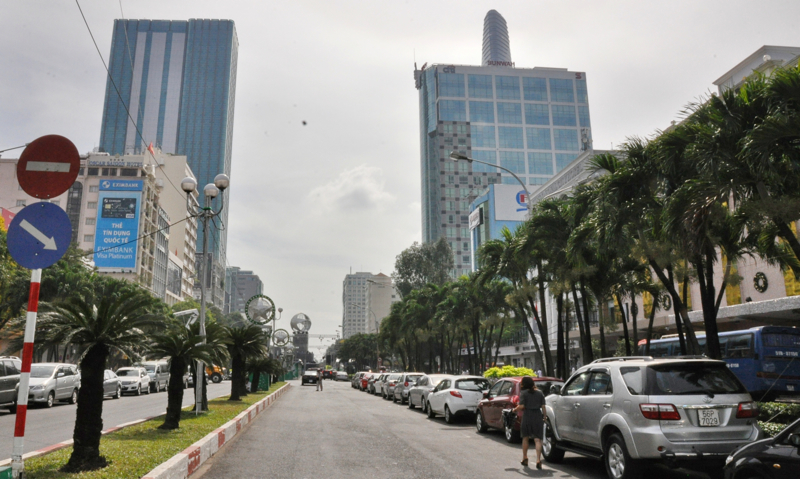

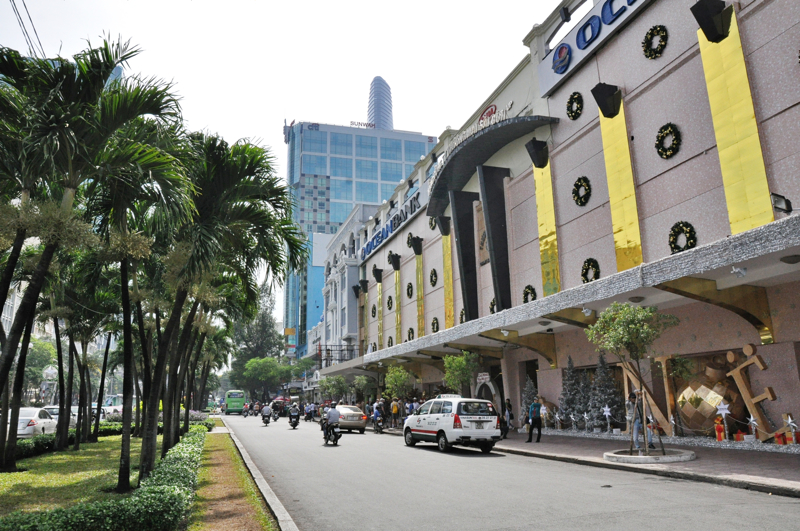
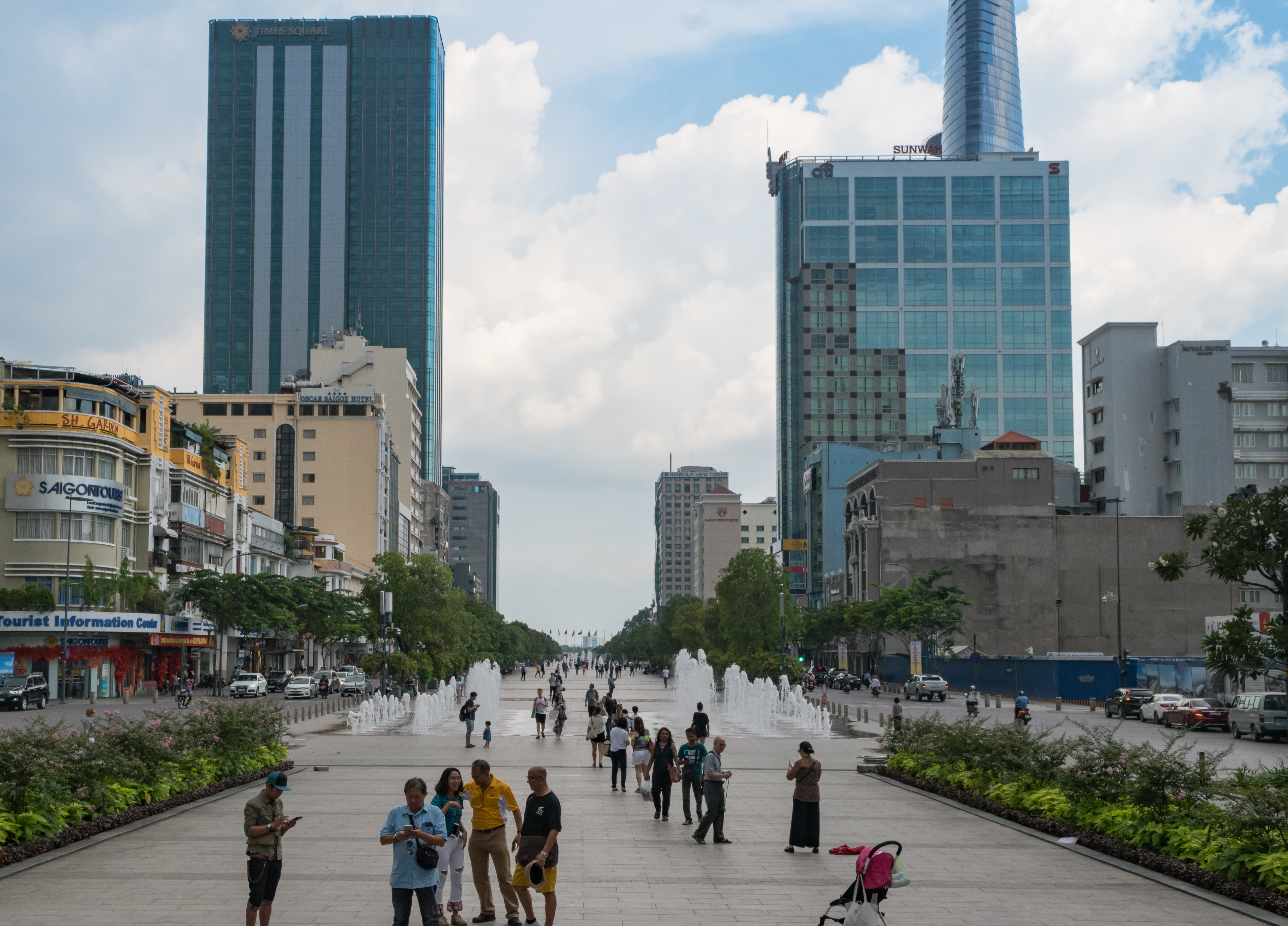
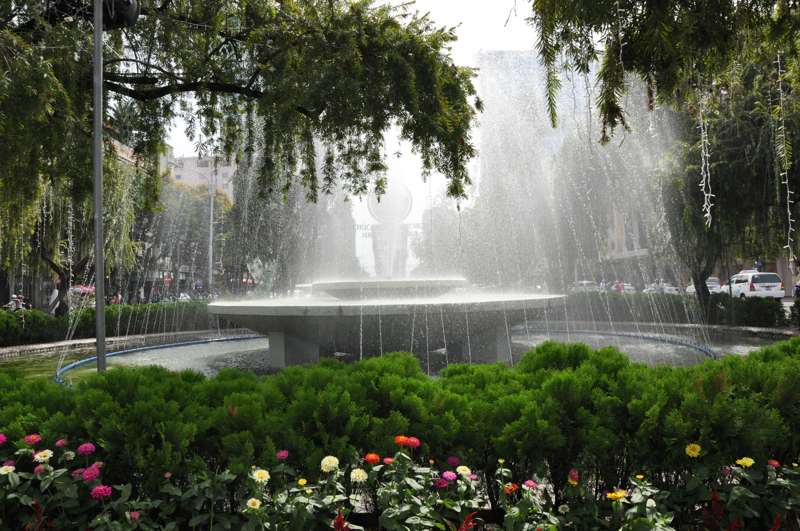
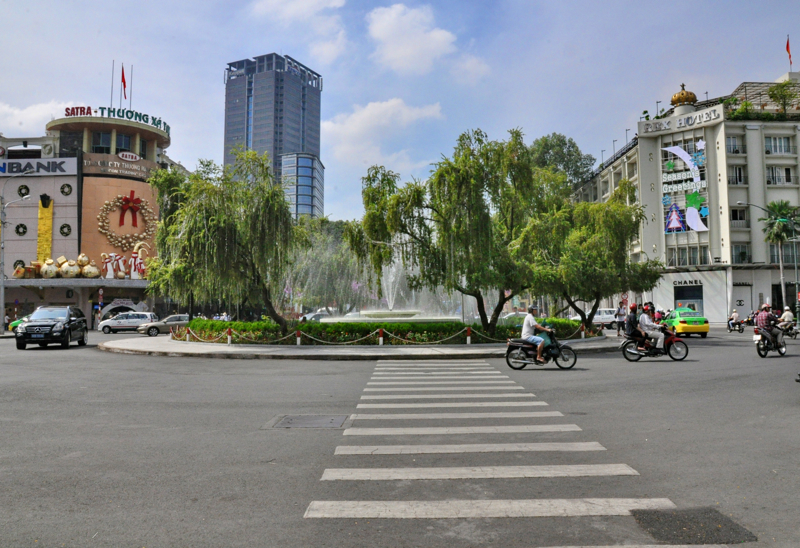

- [4]